# جاكلين فيليس دي ألمانيا
جاكلين فيليس دي ألمانيا ( (بالإيطالية: Jacobina Felice)‏ (باللاتينية: Jacoba Felicie)‏)، ( fl. 1322 ) من فلورنسا بإيطاليا. طبيبة فرنسية حقبة أوائل القرن الرابع عشر في باريس، فرنسا، حوكمت عام 1322 بتهمة الممارسة غير القانونية.

## حياة مهنية
تعرف نوبليس مولييه دومينو جاكوبا نفسها، أنها كانت من طبقة اجتماعية عالية، عُرفت جاكلين فيليس دي ألمانيا بأنها أخصائية صحية، وتعالج الرجال والنساء على حد سواء من الحالات الطبية. تمتعت بسمعة طيبة في تحقيق نتائج ناجحة من علاجاتها. أفادت التقارير أنها عالجت الأفراد الذين فشل علاجهم السابق من الحمى أو الشلل أو غيرها من الحالات الطبية. كما ذهب الأفراد إليها للحصول على الرعاية الطبية عندما لا يعالج الأطباء المرخصون حالتهم. آمنت بمفهوم "أسرار المرأة" - فكرة أن على المرأة أن تنظر إلى الأعضاء الخاصة للنساء الأخريات، والثديين، والبطن، وما إلى ذلك، كحاجز يمنع الرجال من معرفة "شؤون المرأة".
لم تتلق جاكلين فيليس أي تدريب في إحدى الجامعات، مما جعل الأطباء يشعرون بالإهانة لأنها استخدمت تقنيات كما فعل الأطباء المرخصون، مثل زيارة المريض، وفحص البول بمظهره الجسدي، ولمس الجسم، ووصف العلاجات، والأنزيمات، والمسهلات.
كان لممارستها الطبية سياسة عدم استيفاء رسوم ما لم يكن هناك علاج بعد المعاينة.

## محاكمة
حوكمت جاكوبينا فيليسي في عام 1322، بتهمة الممارسة غير القانونية. تمت مقاضاتها من قبل كلية الطب في باريس فقط لسبب أنها مارست الطب دون ترخيص طبي. دافعت جاكوبينا بأنه من غير المناسب للرجال لمس أثداء وبطن النساء. خلال المحاكمة، كان هناك ثمانية شهود من جانبها، جميعهم من مرضاها، شهدوا على مهاراتها الطبية. وفقًا لأحد الشهود، اشتهرت بكونها طبيبة وجراحة أفضل من أي من الأطباء الفرنسيين في باريس. نسبة لكونها طبيبة وجراحًة أفضل ناهيك عدم فرض رسوم على المرضى إذا لم تنجح علاجاتها، مما أثار غضب الأطباء الذكور.

## ملحوظات
قصة جاكلين فيليس هي الرواية الكاملة التي وثقت ممارسات عملية فعلية لممارس طبي تاريخي.